# European Society for Aesthetics
Die European Society for Aesthetics (Europäische Gesellschaft für Ästhetik) ist eine wissenschaftliche Gesellschaft im Bereich der Studien zur Ästhetik.
Die Gesellschaft wurde im November 2008 bei einem Treffen an der Universität Fribourg (Schweiz) gegründet. Als ein Forschungsforum ist es das erklärte Ziel der Gesellschaft, die „philosophische und andere akademische Forschung und Lehre im Bereich der Ästhetik und der Kunsttheorie zu fördern und den Austausch zwischen denjenigen zu erleichtern, die diesen Aktivitäten in den verschiedenen Teilen Europas und in den verschiedenen Traditionen europäischer Ästhetik nachgehen.“ Zu diesem Zweck organisiert die Gesellschaft regelmäßige internationale Konferenzen zur Diskussion ästhetischer Forschungsfragen und gibt Publikationen zu diesen Themen heraus bzw. ist bestrebt, derartige Publikation zu unterstützen.